# Santa Pola
Pour les articles homonymes, voir Pola.
Santa Pola (en castillan et en valencien) est une commune d'Espagne de la province d'Alicante dans la Communauté valencienne. Elle est située dans la comarque du Baix Vinalopó et dans la zone à prédominance linguistique valencienne. Sa population est de 34 000 habitants en 2013.
Les principaux attraits de Santa Pola sont ses sites historiques, son port et ses plages.

## Géographie

Localisation de Santa Pola
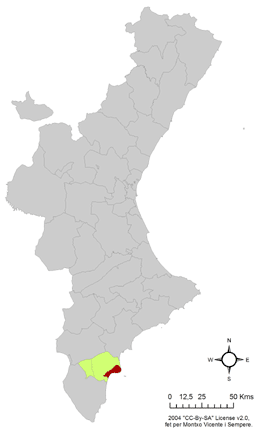
dans la Communauté valencienne.
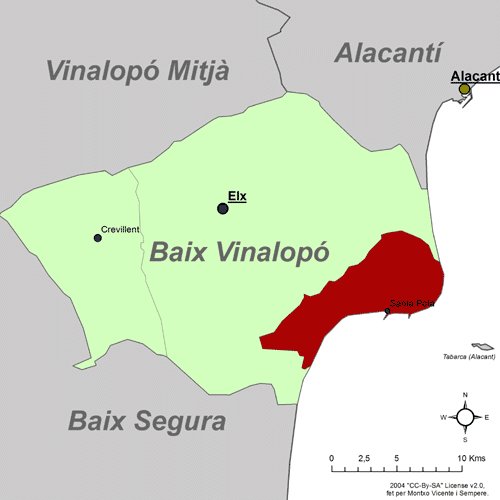
dans la comarque du Baix Vinalopó.

### Aire protégée
- Parc naturel des Salines de Santa Pola